# Хадзидакис, Манос
Ма́нос Хадзида́кис, Хаджидакис (греч. Μάνος Χατζιδάκις; 23 октября 1925, Ксанти — 15 июня 1994) — греческий композитор. В 1960 году он получил премию «Оскар» за песню «Дети Пирея»  и музыку, написанную к фильму Жюля Дассена «Никогда в Воскресенье». В дальнейшем эта песня (на английском песня называлась также, как и сам фильм — Never on Sunday) вошла в десятку самых коммерческих песен века. Заслугой Хадзидакиса является то, что он вывел на свет музыкальное течение ребетика, до него считавшееся музыкой маргинальных слоев населения, а музыкальные инструменты, связанные с этим течением, такие, как, например, бузуки, смело ввёл в современную греческую музыку.

## Биография
Родился в греческом городе Ксанти, Западная Фракия. Одной из первых работ Хадзидакиса была песня «Бумажная Луна» (Χάρτινο το Φεγγαράκι) для спектакля Каролоса Куна по пьесе Теннесси Уильямса «Трамвай «Желание»». Сотрудничество Хадзидакиса с Куном продолжалось на протяжении 15 лет. В 1947 году он написал своё первое произведение для фортепиано «Белой Устрице» (Για μια Μικρή Λευκή Αχιβάδα).
В 1948 г. Хадзидакис шокировал музыкальное сообщество своими лекциями о музыкальном течении ребетика, до того пребывающим в полулегальном состоянии и распространённом в основном в среде портового люмпен-пролетариата и беженцев 1922 г. из Малой Азии. Более того, эта музыка ассоциировалась также с уголовным миром и потреблением гашиша. Хадзидакис показал глубокие музыкальные корни этого течения восходящие к Византии, если не к древности.
Одновременно он вывел на свет популярных в народе композиторов «ребетико», таких как Маркос Вамвакарис и Василис Цицанис.
Непосредственно после этих лекций, в 1951 году, он использует стиль «ребетико» в своих «Шести народных картинах» для фортепиано (Έξι Λαϊκές Ζωγραφιές).
В 1949 году Хадзидакис создает Греческий театр танца вместе с хореографом Раллу Ману.
Хадзидакис продолжает писать популярные песни и музыку к кинофильмам.
В 1954 году он пишет музыку к фильму Михалиса Какоянниса «Стелла», в котором актриса Мелина Меркури поёт популярную по сегодняшний день песню «Любовь, что стала обоюдоострым ножом» (Αγάπη που 'γινες δίκοπο μαχαίρι).
В 1959 году Хадзидакис встречает певицу Нану Мускури, свою идеальную исполнительницу, в дальнейшем получившую всемирную известность.
1960 году принес международный успех: музыка к фильму Жюля Дассена «Никогда в воскресенье» получила «Оскар», а песня «Дети Пирея» (Τα παιδιά του Πειραιά) стала международным хитом.
В 1962 году он пишет музыку к постановке Dream Street (Οδός Ονείρων), а также к комедии Аристофана Птицы (Όρνιθες). Музыка из «Улицы Мечты» была в дальнейшем использована 20th Century Ballets Мориса Бежара. В 1964 г он издает альбом «15 Вечерней» (Δεκαπέντε Εσπερινοί) включающий одну из самых известных его песень Mr Antonis (Ο Κυρ Αντώνης).
В 1965 году издаёт свой знаменитый альбом LP Gioconda's Smile (Το Χαμόγελο της Τζιοκόντας). В 1966 году Хадзидакис приезжает в Нью-Йорк на премьеру Illya Darling, Бродвейского мюзикала на основе «Никогда в Воскресенье» и с Мелиной Меркури снова в главной роли. Между тем в Греции устанавливается военная диктатура и Хадзидакис в знак протеста отказывается возвращаться в страну.

## В эмиграции
Находясь в США, Хадзидакис написал Ритмологию (Rythmologia) для фортепиано, и цикл песен Великий Эротический на стихи греческих поэтов древности (Сапфо, Еврипид), средневековья (Георгий Хортадзис) и современности (Дионисиос Соломос, Константин Кавафис, Одиссеас Элитис, Никос Гацос).

## Последние годы жизни
Хадзидакис вернулся в Грецию в 1972 году. С падением диктатуры в 1974 году принимает участие в политической жизни. Если в юности, во время оккупации, Хадзидакис состоял в молодёжной организации Сопротивления ЭПОН, левой ориентации, то в конце своей жизни он более примыкал к правым партиям.
Возглавлял Афинский государственный оркестр (1976—1982), Национальную оперу (ΕΛΣ), Национальное радио (EΡT). В 1989 г основал малый симфонический оркестр — «Оркестр Цветов».
Хадзидакис умер 15 июня 1994 года в возрасте 68 лет.

## Музыка к фильмам и пьесам
- Непокоренные рабы — Unsubdued Slaves — US title (1946)
- Красная Скала (1949)
- Два Мира (1949)
- Мертвый Город — Dead City — US title (1951)
- O Grousouzis — The Grouch — US title (1952)
- Агни Порта — Lily of the Harbour — US title (1952)
- Никогда в Воскресенье (Ποτέ Την Κυριακή) (1960)
- Триста спартанцев — The 300 Spartans — US title (1962)
- Topkapi (1964)
- Улыбка Джиоконды (Το Χαμόγελο Της Τζοκόντας) (1965)
- Illya Darling (1967) Broadway musical
- Reflections (1969) — Performed by the New York Rock & Roll Ensemble
- Sweet Movie (1974)
- Лев и ястреб / Memed My Hawk (1984)
- Reflections (2005) — Performed by Raining Pleasure. Special appearance by Meriam performing the song «Kemal»
- Аморгос (2006)